# Raïon de Prokhladny

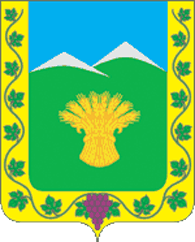
Blason du raïon de Prokhladny.

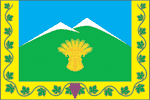
Drapeau du raïon de Prokhladny.

Localisation du raïon de Prokhladny.

Le raïon de Prokhladny (Прохладненский район) est un district de la république de Kabardino-Balkarie dans le sud de la Russie (district fédéral du Caucase du Nord). Son chef-lieu est la ville de Prokhladny (administrée directement par la république, la ville ne fait pas partie du raïon). Il est constitué de 19 municipalités. Sa population était de 45 205 habitants au recensement de 2015 pour un territoire de 1 342 km2.

## Géographie
Le raïon de Prokhladny se trouve dans le nord-est de la Kabardino-Balkarie. Il est limité par le raïon de Maïski et le raïon d'Ourvan au sud, le raïon de Baksan à l'ouest, le kraï de Stavropol au nord et par l'Ossétie du Nord à l'est.
La distance entre Prokhladny, chef-lieu administratif, et la capitale de la république, Naltchik, est de 57 kilomètres.
L'hydrologie est représentée par quatre rivières et leurs multiples petits affluents: la Malka, le Baksanionok, le Baksan et le Guédouko, ainsi que par des canaux.

## Flore et faune
Le territoire - de climat tempéré - est recouvert de forêts, de prés et de steppes. La surface occupée par des forêts et des bois représente 54,76 km². Les forêts sont surtout composées de chênes, de frênes, d'aulnes, de hêtres, etc.
La faune est variée avec de nombreuses espèces sauvages d'oiseaux, comme les vautours, aigles royaux, busards, faisans, perdrix, gélinottes, cailles, cygnes blancs et des mammifères, comme le sanglier, le lièvre, le renard ou la belette. Les eaux des lacs sont surtout habitées par la carpe commune, la carpe miroir et la carpe amour.

## Population
Les deux nationalités (la Russie distingue la nationalité et la citoyenneté) les plus représentées sont les Russes (54,2%) et les Kabardes (ou Tcherkesses, 28,1%).

## Municipalités
1. Municipalité rurale d'Altoud, centre administratif Altoud, 5 432 habitants[2], 1 localité
2. Municipalité rurale de Blagovechtchenka, centre administratif Blagovechtchenka, 1 870 habitants, 7 localités
3. Municipalité rurale de Dalneïe, centre administratif Dalneïe, 1 067 habitants, 2 localités
4. Municipalité rurale de Zaretchnoïe, centre administratif Zaretchnoïe, 1 242 habitants, 2 localités
5. Municipalité rurale de Karagatch, centre administratif Karagatch, 5 904 habitants, 1 localité
6. Municipalité rurale de Krasnosselskoïe, centre administratif Krasnosseleskoïe, 2 161 habitants, 4 localités
7. Municipalité rurale de Malakanovskoïe, centre administratif Malakanovskoïe, 1 455 habitants, 1 localité
8. Municipalité rurale de Novo-Poltavskoïe, centre administratif Novo-Poltavskoïe, 1 155 habitants, 1 localité
9. Municipalité rurale de Primalkinskoïe, centre administratif Primalkinskoïe, 6 329 habitants, 5 localités
10. Municipalité rurale de Proletarskoïe, centre administratif Proletarskoïe, 2 422 habitants, 1 localité
11. Municipalité rurale de Psynchoko, centre administratif Psynchoko, 694 habitants, 1 localité
12. Municipalité rurale de Sovietskoïe, centre administratif Sovietskoïe, 380 habitants, 1 localité
13. Municipalité rurale de la stanitsa d'Ekaterinogradskaïa, centre administratif stanitsa d'Ekaterinogradskaïa, 3 485 habitants, 1 localité
14. Municipalité rurale de la stanitsa de Priblijnaïa, centre administratif stanitsa de Priblijnaïa, 1 725 habitants, 1 localité
15. Municipalité rurale de la stanitsa de Soldatskaïa, centre administratif stanitsa de Soldatskaïa, 5 058 habitants, 2 localités
16. Municipalité rurale d'Oulianovskoïe, centre administratif Oulianovskoïe, 1 392 habitants; 3 localités
17. Municipalité rurale d'Outchebnoïe, centre administratif Outchebnoïe, 2 008  habitants, 2 localités
18. Municipalité rurale de Tchernigovskoïe, centre administratif Tchernigovskoïe, 933 habitants, 2 localités
19. Municipalité rurale de Yantarnoïe, centre administratif Yantarnoïe, 1 493 habitants, 2 localités.